# サウスショアー線
サウスショアー線（South Shore Line）は、アメリカ合衆国のイリノイ州及びインディアナ州を走る鉄道路線。インディアナ州北部通勤輸送公団（Northern Indiana Commuter Transportation District, 略称NICTD）が運営するインターアーバン(都市間電気鉄道)である。

## 歴史

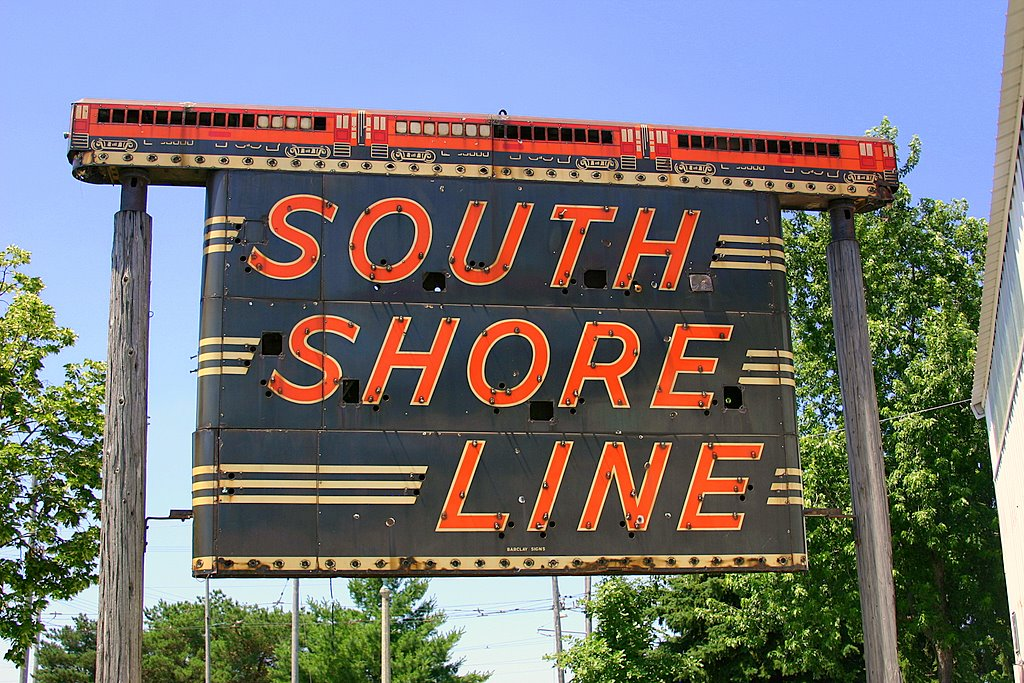
イリノイ鉄道博物館で保存されているかつての広告看板

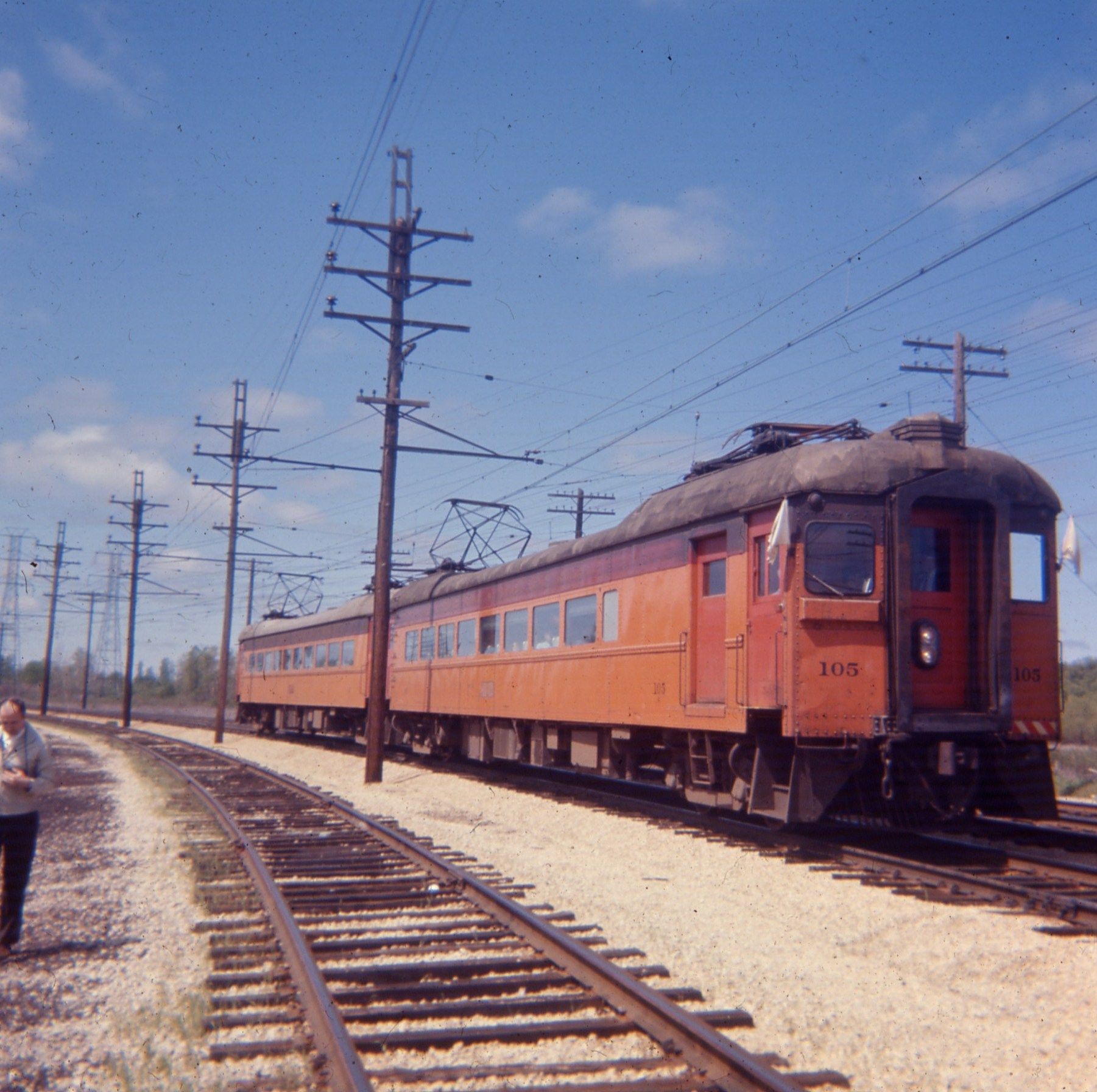
旧型電車（1966年撮影）

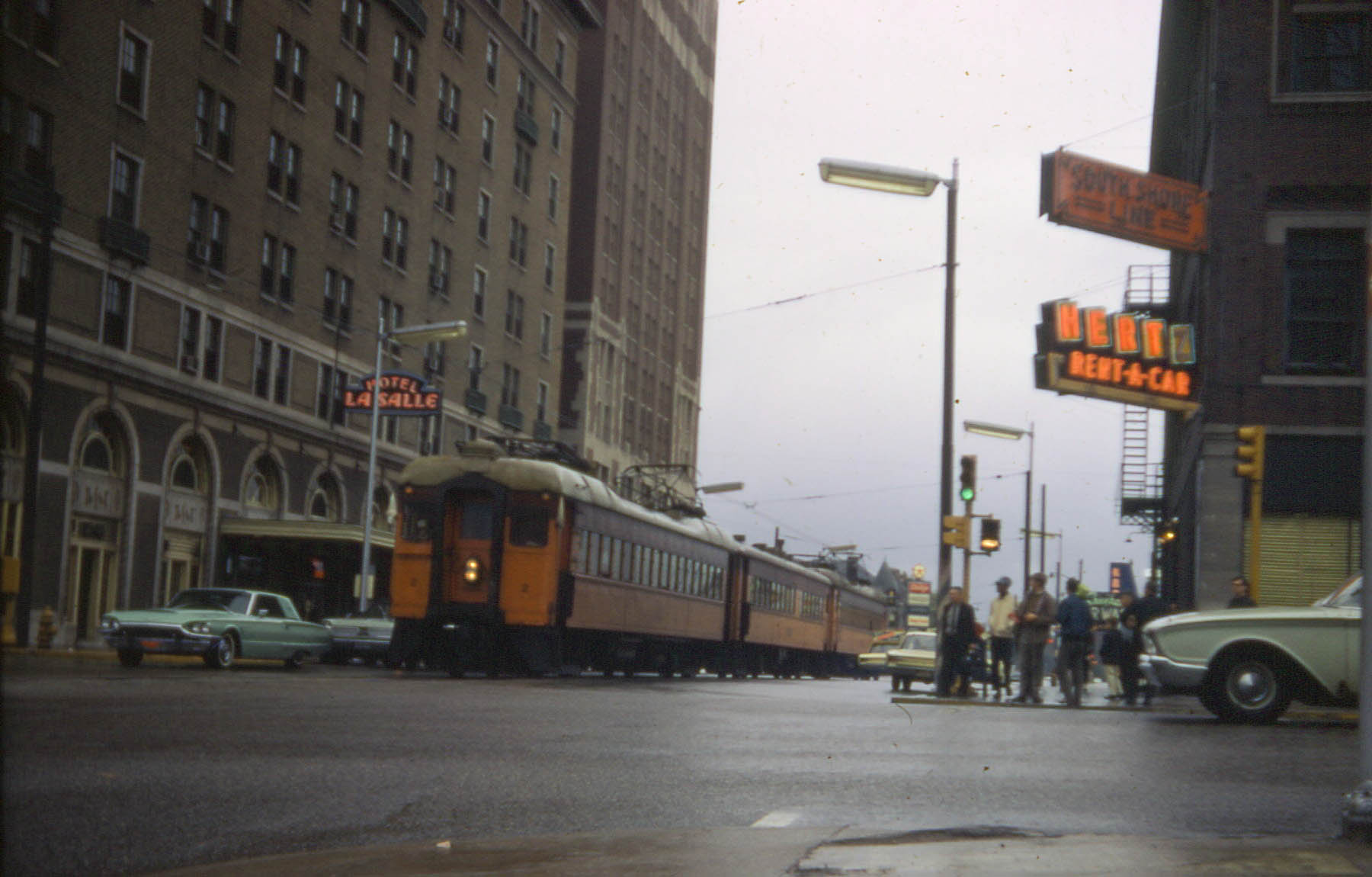
サウスベンドのダウンタウンに乗り入れていた頃のサウスショアー線（1967年）

1903年、Chicago and Indiana Air Line Railwayにより開業。同社は翌1904年、Chicago Lake Shore and South Bend Railroad (CLS&SB)に改称。
1925年、CLS&SBは破産管在下に置かれ、同年設立のシカゴ・サウスショアー・サウスベンド鉄道(Chicago South Shore and South Bend Railroad、CSS&SB)へ売却された。第二次世界大戦期は利益を計上することもあったが、モータリゼーションの進展との競合により他の都市間鉄道と同様に衰退する。しかしながら、サウスショアー線は競合する通勤鉄道会社が存在しなかった等の理由により廃止は免れている(1976年にCSS&SBが申し立てた旅客輸送停止の申立ては、州際通商委員会から認可されなかった)。
1989年、CSS&SBは破産。NICTD(1977年設立、CSS&SBの運営資金を補助していた)が運営を引き継ぐ。
1990年、サウスショアー線の路線はNICTDに売却され、旅客列車の運行を継続するとともに貨物列車の運行はシカゴ・サウスショア・アンド・サウス・ベンド鉄道としてアナコスティア・アンド・パシフィック社傘下で行う形に分離独立された。
1992年10月21日、それまで終着駅となっていたアムトラックのサウスベンド駅に代わって、市北西端に立地するサウスベンド国際空港(South Bend International Airport、当時はサウスベンド地域空港)までに短縮された。
2023年11月に向けて、サウスショアー線の複線化計画が進行している。これに伴い、ミシガン市の11番街駅付近の併用軌道は取り壊され、再開発の計画が進行している。

## 路線

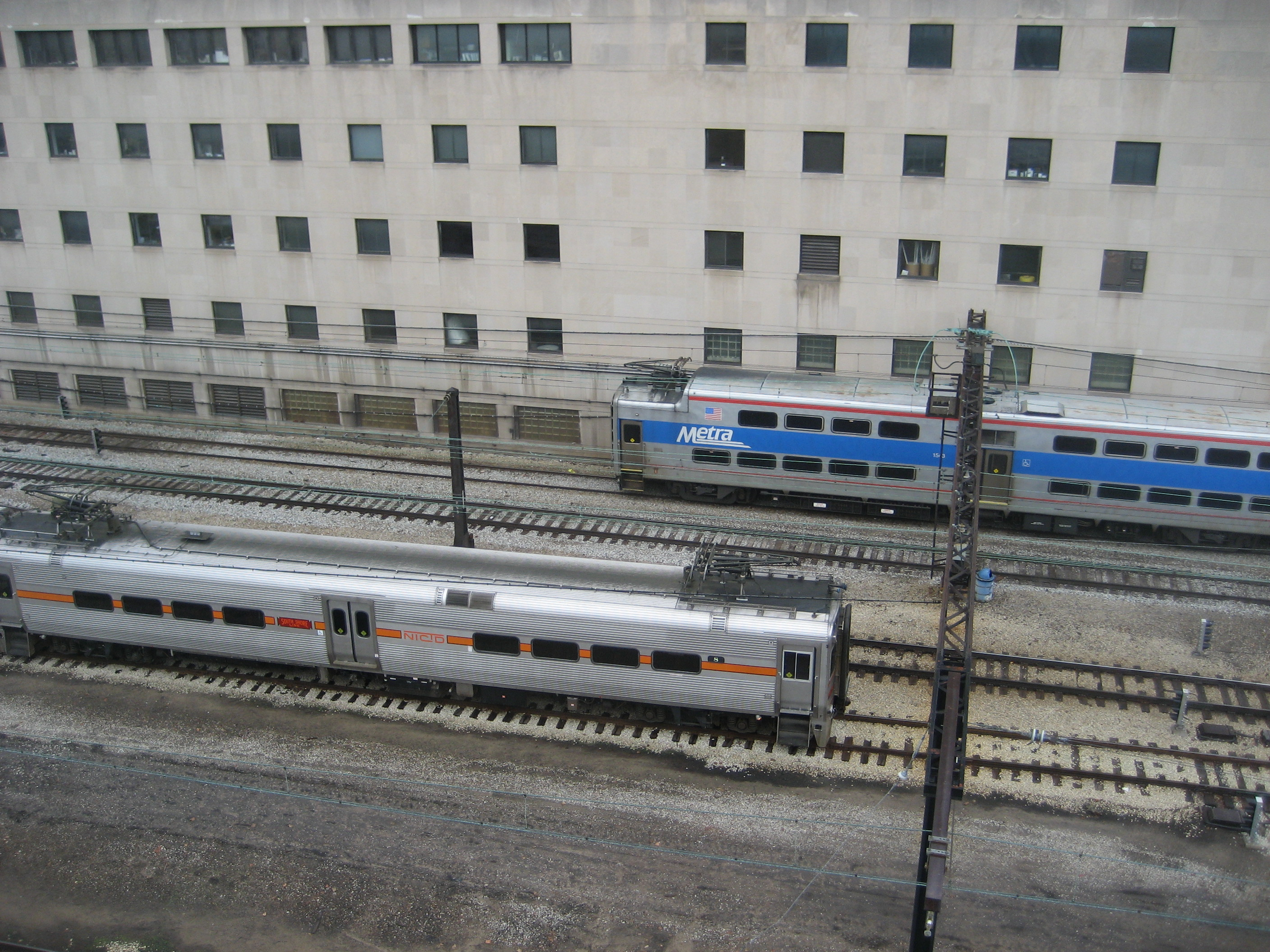
シカゴ中心部ではハイライナーと呼ばれるメトラの2階建て電車と並走する

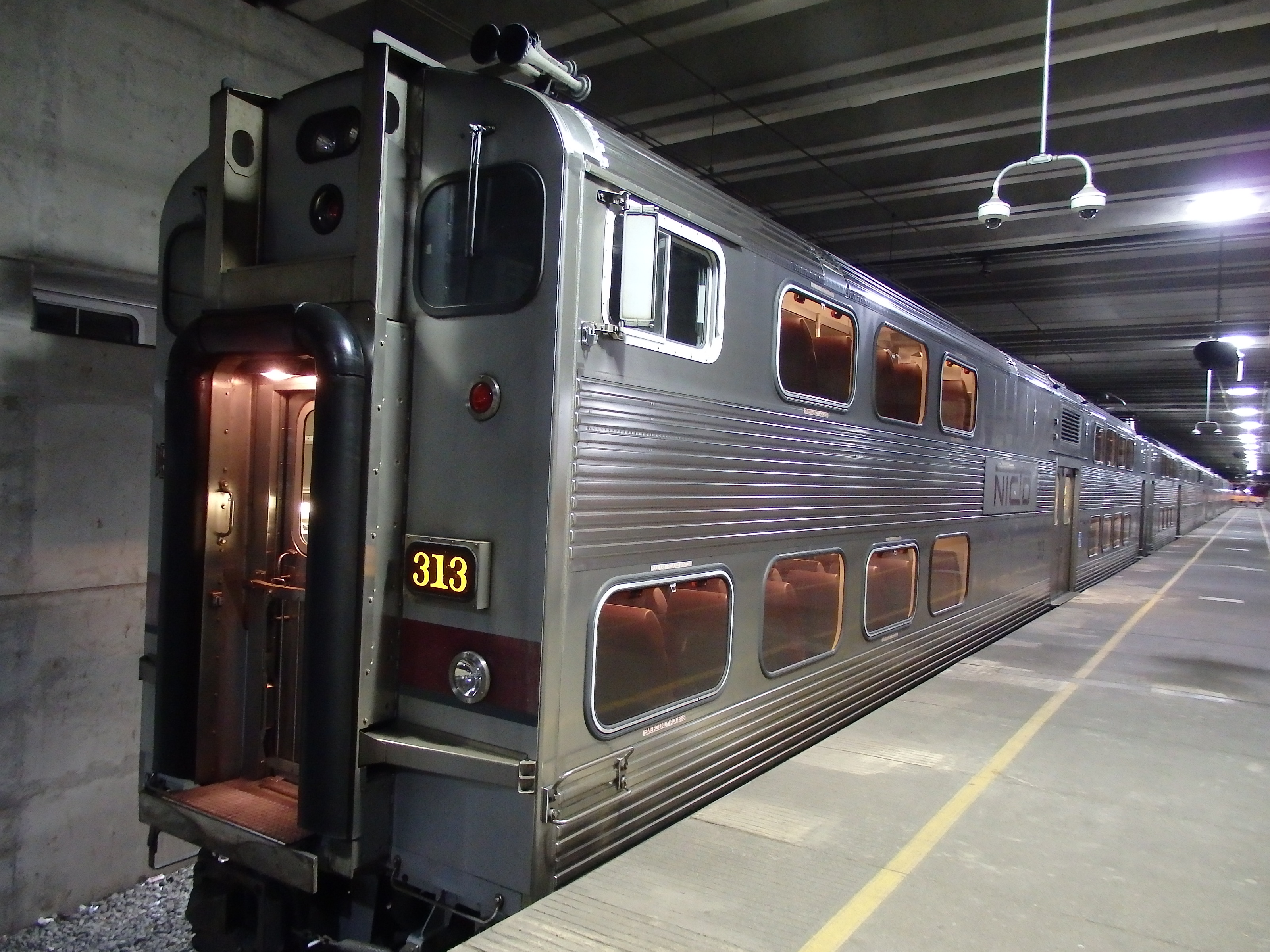
ハイライナー形電車はサウスショアー線にも若干存在する。起終点のミレニアム駅にて

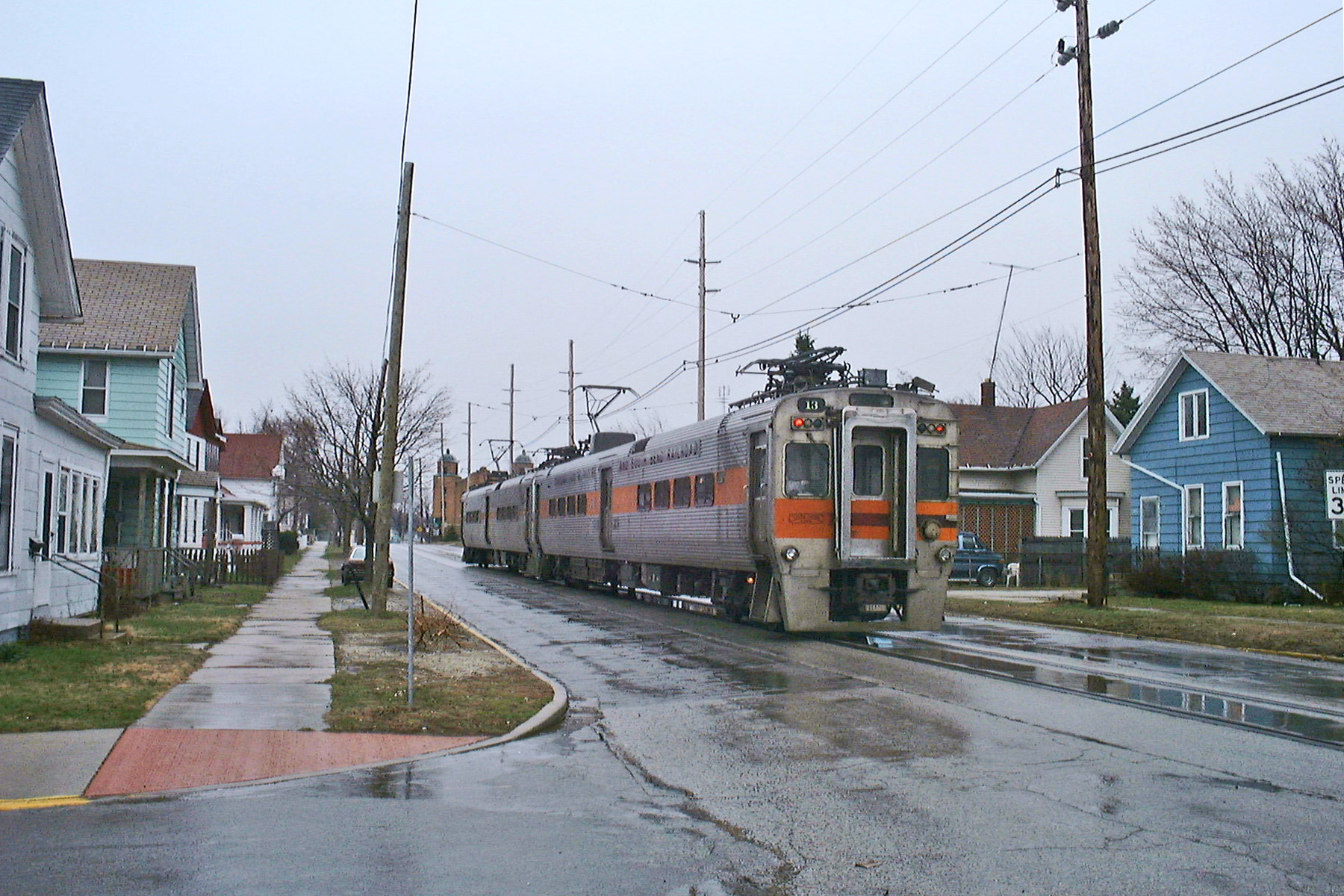
併用軌道を走行するサウスショアー線の電車
_{画像の区間と電車は現存しない}

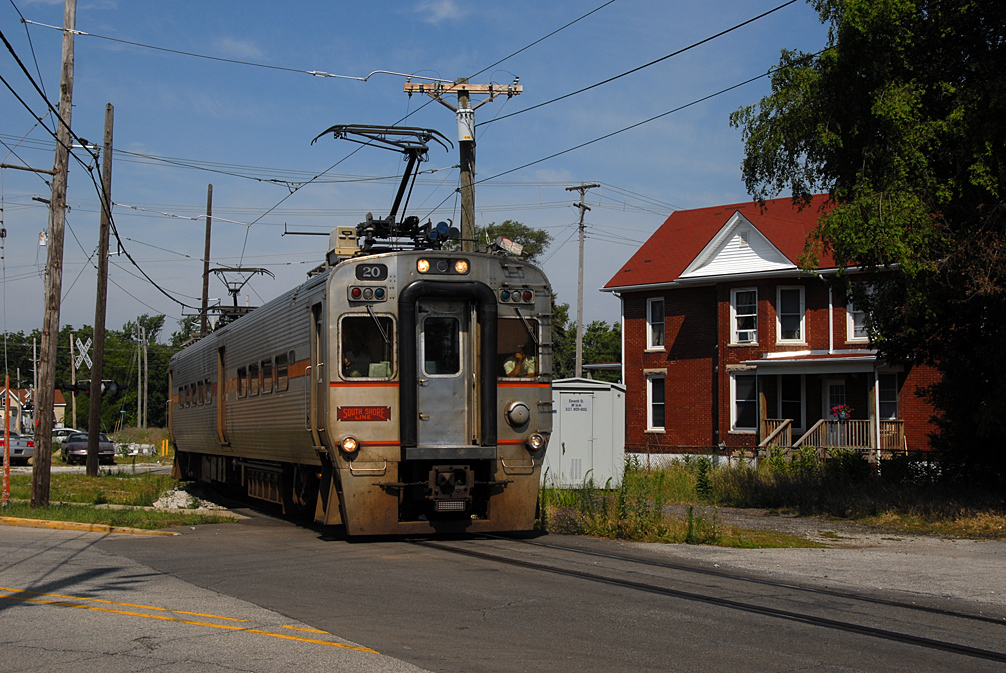
ミシガンシティの11番街の併用軌道区間に進入したサウスショアー線の電車

イリノイ州シカゴ・ダウンタウンのミレニアム駅と、インディアナ州サウスベンドのサウスベンド空港駅(South Bend Airport (NICTD station))とを約2時間半で結ぶ。
イリノイ州内のミレニアム駅 - Kensington駅の区間は、同州の州内鉄道メトラ(Metra)のMetra Electric Line(ME線)の軌道を利用する。
途中、インディアナ州ミシガンシティに併用軌道(道路上に敷設された軌道)区間を有していたが、2022年2月25日限りで併用軌道は廃止されている。

### 路線概況
サウスベンド空港駅を出たサウスショアー線は空港のすぐ東を通るベンディックス・アベニューに沿って南下し、次いでウェストムーア・ストリートに沿って西進し、かつての終着駅だったサウスベンド駅に伸びる線路と合流する。この合流点からハドソン・レイク駅までの区間はノーフォーク・サザン鉄道のシカゴ線の北側を並走する。このシカゴ線はアムトラックのレイクショア・リミテッドとキャピトル・リミテッドが走行する路線でもある。ハドソン湖畔のハドソン・レイク駅を出ると、サウスショアー線は真っ直ぐ西へ、ミシガンシティーを目指して進む。ミシガンシティーでは11番街の道路の真ん中を走っていた。アムトラックのミシガン・サービス（アムトラックが運行する、シカゴとミシガン州の3都市（デトロイトなど）を結ぶ3系統の路線を総称した名称。）が走る線路と平面交差してからは、10番街の道路上を進んでいた。
ミシガンシティーを出たサウスショアー線は、インディアナ・デューン（砂丘）州立公園(Indiana Dunes State Park)のただ中を走る。この区間にはアメリカ合衆国国家歴史登録財に登録されているビバリー・ショアーズ駅も含まれる。その後、前述のシカゴ線と交差ののち今度は南側を並走する。マイケル・ジャクソンの故郷として知られるゲーリーではダウンタウンとゲーリー・シカゴ国際空港付近に駅があるが、空港駅はターミナルから2km程離れている。路線はインディアナ有料道路と並走しており、この並走区間はハモンドまで続く。
ハモンド駅を過ぎて間もなくイリノイ州に入る。ここで線路は北西方向にカーブを描き、ビショップ・フォード・フリーウェイおよびカルメット川と交差し、ケンジントン/115番街(Kensington/115th Street)駅の手前でメトラ電車線（Metra Electric line、ME線）と合流する。ここからはメトラ電車線と線路を共有し、終点のミレニアム駅へと向かう。

## 車輌

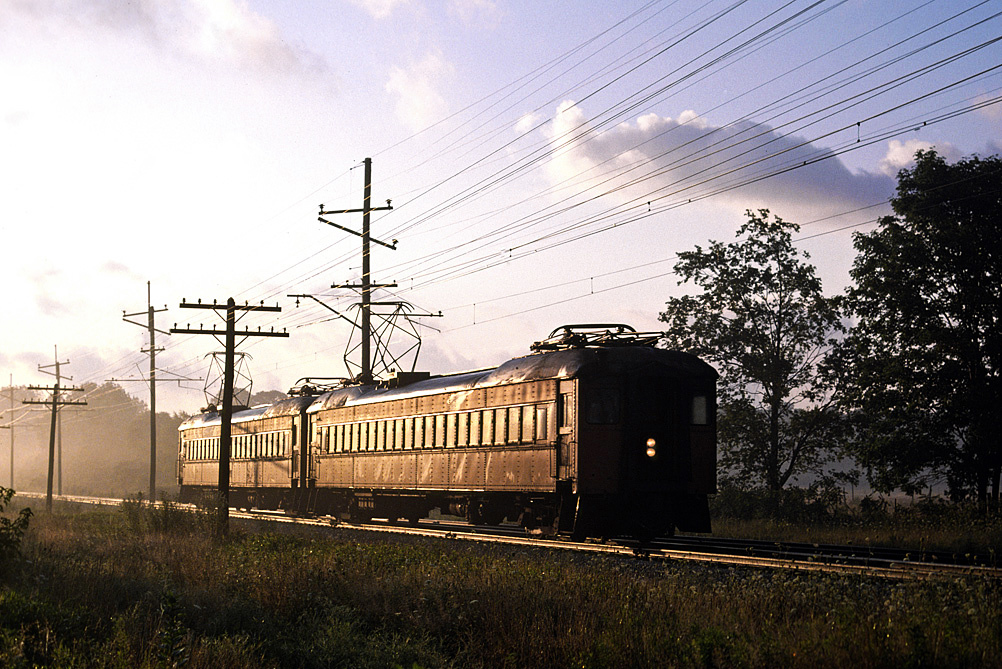
日本車輌製電車への置き換えまで走ったプルマン社製旧型電車

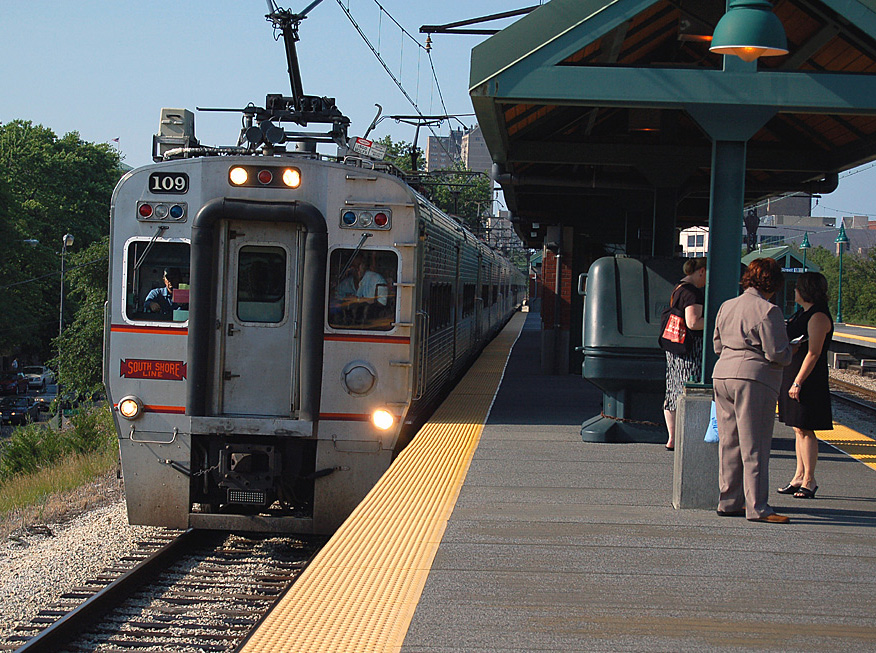
高床ホームに進入する1階建電車

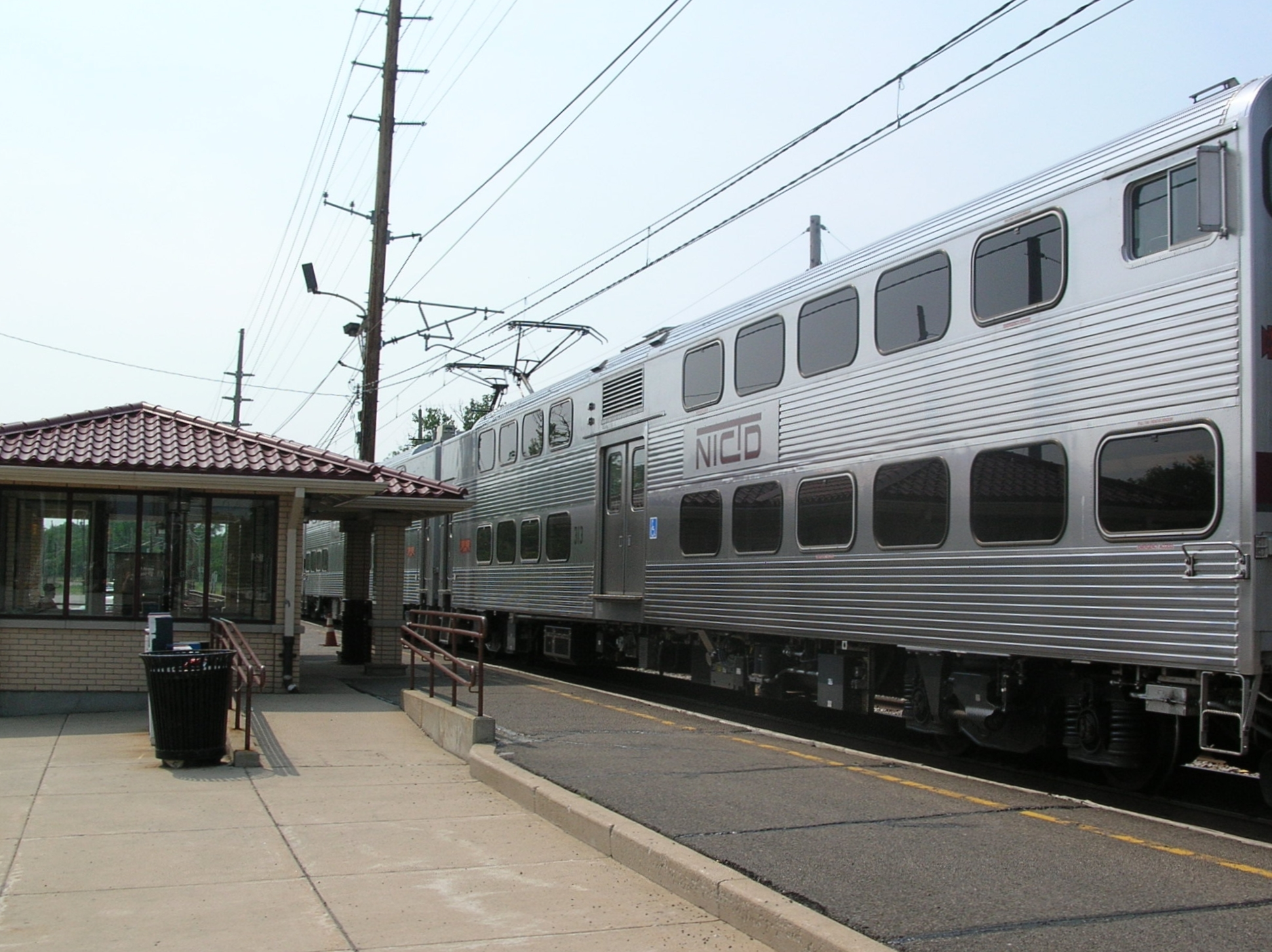
低床ホームと2階建電車

2014年現在、サウスショアー線は1982年より2009年にかけて製造された日本車輌製造製の計82両の電車で運行されている。それまでは、1920年代後半にプルマンおよびスタンダード・スティール・カー（1929年にプルマン社傘下となり、1934年に同社と合併、プルマン＝スタンダード・カー・マニュファクチャリングに改組）の2社により製造された大型鋼製電車が50年以上の長きにわたって運行されていた。
現行車両のうち68両は一階建てで、残る14両はギャラリーカーと呼ばれる車内が吹き抜けになった2階建て電車（ハイライナー）、いずれも車体はステンレス製である。
大半の車両は、中央に高床ホーム用の両開きドアを備え、両端デッキ部には低床ホーム対応の1枚ドアを有する。この1枚ドアの下部にはステップが備えられており、低床ホームの駅で乗務員が操作する。このとき、各車とも1箇所のドアしか開かれない。高床ホームではスムーズな乗降のためすべてのドアが開かれる。

### 現行車輌一覧
| 車両番号 | 形式                         | 製造年        | メーカー |
| -------- | ---------------------------- | ------------- | -------- |
| 1–48     | 1階建て電車                  | 1982–83, 1992 | 日本車輌 |
| 201–210  | 付随車                       | 1992          | 日本車輌 |
| 101–110  | 1階建て電車                  | 2001          | 日本車輌 |
| 301–314  | ハイライナー （2階建て電車） | 2009          | 日本車輌 |

## 運賃
ゾーン別料金を採用。イリノイ州側を基点に1～11のゾーンに分かれており、例えば全線乗車の場合、片道料金は一般10.75ドル・割引(小児/シニア/障害者)5.35ドル、週末/祝日9ドル(2009年7月現在)。なおメトラ電車線が並走するゾーン1・2の各駅相互間での乗車券の発売は行っておらず、メトラを利用するよう案内している。
他に、10回回数券(10-ride punch tickets)、25回回数券(25-ride punch tickets)、1か月乗車券(Monthly Pass)、家族割引(Family Fare)、団体割引(special group rates)などの割安料金の設定がある。中学・高校生向けの通学割引回数券の設定もある。

## 駅一覧

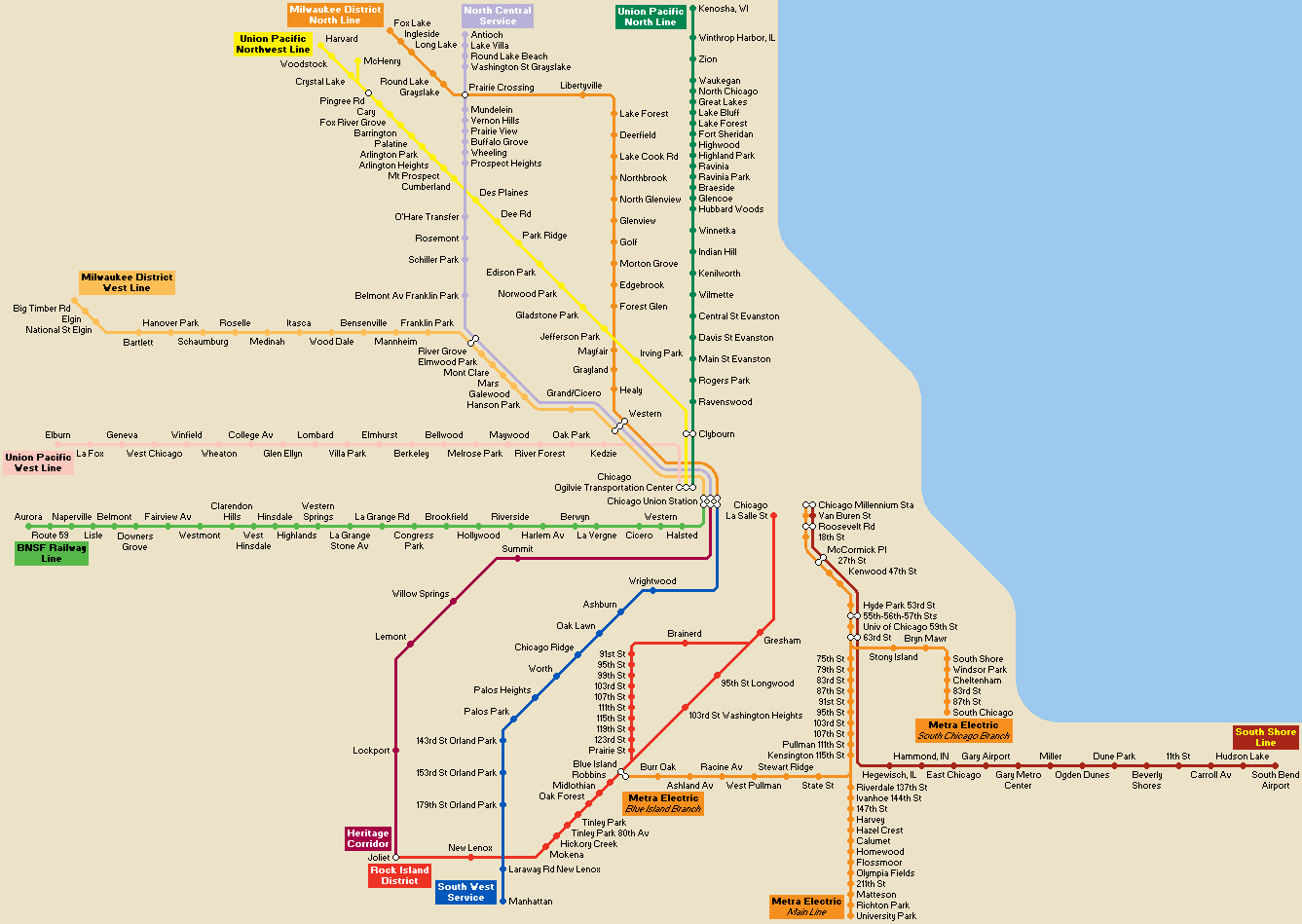
サウスショアー線のメトラの路線網との関係を含めた路線図

サウスショアー線はメトラのメトラ電車線のミレニアム駅からKensington-115th Street駅まで乗り入れている。メトラがこの区間の線路を所有している。メトラとの競業避止義務の一部として、インディアナ方面へ向かう下りのサウスショアー線電車はメトラ電車線の区間では乗車のみを扱い、逆にミレニアム駅へ向かう上り列車は同区間では降車のみを扱う。
サウスショアー線の電車は以下の駅に停車する。
| 駅                                  | 所在地                                        | 備考 |
| ----------------------------------- | --------------------------------------------- | --- |
| ミレニアム駅                        | イリノイ州シカゴ                              | 乗り換え · メトラ: メトラ電車線 · シカゴ交通局(バス): 4, 6, 19, 20, 26, 60, N66, 124, 129, 143, 145, 147, 148, 151, 157 · シカゴ・L: Red, Brown, Green, Orange, Purple, Pink Lines · Pace: 855 · ChicaGo Dash                                                                                                |
| ヴァン・バーレン通り駅              | イリノイ州シカゴ                              | 乗り換え · メトラ: メトラ電車線 · シカゴ交通局(バス): 1, 3, 4, 6, 7, 14, 26, X28, 126, 129, 130, 132, 145, 147, 148, 151 |
| ミュージアム・キャンパス/11番通り駅 | イリノイ州シカゴ                              | 乗り換え · メトラ: メトラ電車線 · シカゴ交通局(バス): 1, 3, 4, 12, 129, 130, 146 |
| マコーミック・プレース駅            | イリノイ州シカゴ                              | フラッグ・ストップ（旅客の要求があれば停車する駅）。列車は平日のみ停車する。 · 乗り換え · メトラ: メトラ電車線 · シカゴ交通局(バス): 3, 21 |
| 53番街駅                            | イリノイ州シカゴ                              | 1966年10月16日を最後にサウスショア―線電車は57番通り駅に停車するようになった。 |
| 55番-56番-57番街駅                  | イリノイ州シカゴ                              | 乗り換え · メトラ: メトラ電車線 · シカゴ交通局(バス): 15, 28, 55, 170, 171 |
| 63番通り駅                          | イリノイ州シカゴ                              | フラッグ・ストップ（旅客の要求があれば停車する駅）。列車はごく一部のみ停車する。 · 乗り換え · メトラ: メトラ電車線 · シカゴ交通局(バス): 63 |
| ケンジントン-115番通り駅            | イリノイ州シカゴ                              | サウスショアー線の電車は2012年2月15日を最後に停車を取りやめた。 |
| ヘッジウィッシュ駅                  | イリノイ州シカゴ                              | 乗り換え · シカゴ交通局(バス): 30 · Pace: 355, 358, 364 |
| ハモンド駅                          | インディアナ州ハモンド                        | |
| イースト・シカゴ駅                  | インディアナ州イーストシカゴ                  | 乗り換え · イースト・シカゴ・トランジット: 1, 2, 4 |
| ゲーリー空港/クラーク・ロード駅     | インディアナ州ゲーリー                        | フラッグ・ストップ（旅客の要求があれば停車する駅）。列車はごく一部のみ停車する。 · ゲーリー・シカゴ国際空港の名前を冠しているが、敷地に隣接こそしているものの空港ターミナルまでは離れている上連絡交通機関も整備されておらず、空港連絡鉄道としての機能は果たしていない。 · 乗り換え · ゲーリー公共交通会社 12 |
| アンブリッジ駅                      | インディアナ州ゲーリー                        | 1994年7月5日に廃止された。 |
| ゲーリー・メトロ・センター駅        | インディアナ州ゲーリー                        | 乗り換え · ゲーリー公共交通会社 1, 6, 12, 13, 17, 18, 19, 22, 23 |
| ミラー駅                            | インディアナ州ゲーリー                        | 乗り換え · ゲーリー公共交通会社 13 |
| ポーテージ/オグデン・デューンズ駅   | インディアナ州オグデン・デューンズ/ポーテージ | |
| デューン・エイカーズ駅              | インディアナ州ポーター郡                      | 1994年に廃止された。 |
| デューン・パーク駅                  | インディアナ州ポーター                        | 乗り換え · V-Line: Orange Line route (Friday-Sunday only) · インディアナ・デューンズ州立公園最寄り駅。 |
| ケミル通り駅                        | インディアナ州ポーター郡                      | 1994年7月5日に廃止された |
| ビバリー・ショアーズ駅              | インディアナ州ビバリー・ショアーズ            | フラッグ・ストップ（旅客の要求があれば停車する駅）。 無人駅だが、1929年建造の駅舎が博物館として現存する（アメリカ合衆国国家歴史登録財指定）。 |
| ウィラード・アベニュー駅            | インディアナ州ミシガンシティ                  | 1994年7月5日に廃止された。 |
| 11番通り駅                          | インディアナ州ミシガンシティ                  | 乗り換え · ミシガンシティ・トランジット: 1, 2, 4 |
| キャロル・アベニュー駅              | インディアナ州ミシガンシティ                  | 乗り換え · ミシガンシティ・トランジット: 3 |
| ラルミエール駅                      | インディアナ州ラポート郡                      | 1994年7月5日に廃止された。 |
| ローリング・プレーリー駅            | インディアナ州ローリング・プレーリー          | 1994年7月5日に廃止された。 |
| ハドソン・レーク駅                  | インディアナ州ハドソン・レーク                | フラッグ・ストップ（旅客の要求があれば停車する駅）。 |
| ニュー・カーライル駅                | インディアナ州ニュー・カーライル              | 1994年7月5日に廃止された。 |
| サウスベンド空港駅                  | インディアナ州サウスベンド                    | 乗り換え · グレイハウンド (バス) · Coach USA · TRANSPO: 4 · アレジアント・エア · デルタ・コネクション · ユナイテッド・エクスプレス · ゲーリー空港/クラーク・ロード駅とは異なり空港ターミナルに直結して乗り場が設けられている。 ·                                                                             |
| サウスベンド駅                      | インディアナ州サウスベンド                    | サウスショアー線の電車は1992年11月21日で運行を終了した。現在はアムトラックの駅。 |
| サウスベンド駅                      | インディアナ州サウスベンド                    | 1970年に廃止された。サウスベンドの中心市街地にあった。 |